# Lanthanoide und Actinoide
Als Lanthanoide und Actinoide werden im Periodensystem der chemischen Elemente wegen ihrer Ähnlichkeit die Lanthanoide und die Actinoide zusammengefasst. Sie bilden zusammen den f-Block. Die Elemente stehen zwischen der Scandiumgruppe, der 3. Gruppe des Periodensystems, und der Titangruppe, der 4. Gruppe. Die Elemente Lanthan (La) und Actinium (Ac) werden im Periodensystem meist zu den Lanthanoiden und Actinoiden hinzugezählt, obwohl sie korrekterweise zur Scandiumgruppe gezählt werden müssten. Die International Union of Pure and Applied Chemistry entschied jedoch, sie durch den praktischen Gebrauch zu den Lanthanoiden und Actinoiden zu zählen. Lanthanoide und Actinoide gehören zu den Metallen und verfügen über einen metallischen Glanz und eine hohe Leitfähigkeit. Mit Promethium (Ordnungszahl 61) gehört eines der beiden radioaktiven Elemente mit einer Ordnungszahl kleiner als 83, ab der alle Elemente radioaktiv sind, zu den Lanthanoiden. Die Actinoide sind daher ebenfalls alle radioaktiv, was im unten stehenden Ausschnitt des Periodensystems durch einen roten Rand symbolisiert ist. Die Actinoide ab der Ordnungszahl 95 sind künstliche Elemente, symbolisiert durch die gestrichelte Umrandung.
| Ausschnitt aus dem Periodensystem | Ausschnitt aus dem Periodensystem | Ausschnitt aus dem Periodensystem | Ausschnitt aus dem Periodensystem | Ausschnitt aus dem Periodensystem | Ausschnitt aus dem Periodensystem | Ausschnitt aus dem Periodensystem | Ausschnitt aus dem Periodensystem | Ausschnitt aus dem Periodensystem | Ausschnitt aus dem Periodensystem | Ausschnitt aus dem Periodensystem | Ausschnitt aus dem Periodensystem | Ausschnitt aus dem Periodensystem | Ausschnitt aus dem Periodensystem | Ausschnitt aus dem Periodensystem | Ausschnitt aus dem Periodensystem | Ausschnitt aus dem Periodensystem | Ausschnitt aus dem Periodensystem | Ausschnitt aus dem Periodensystem | Ausschnitt aus dem Periodensystem | Ausschnitt aus dem Periodensystem |
| --------------------------------- | --------------------------------- | --------------------------------- | --------------------------------- | --------------------------------- | --------------------------------- | --------------------------------- | --------------------------------- | --------------------------------- | --------------------------------- | --------------------------------- | --------------------------------- | --------------------------------- | --------------------------------- | --------------------------------- | --------------------------------- | --------------------------------- | --------------------------------- | --------------------------------- | --------------------------------- | --------------------------------- |
| Lanthanoide                       | Lanthanoide                       | Lanthanoide                       | 57 La                             | 58 Ce                             | 59 Pr                             | 60 Nd                             | 61 Pm                             | 62 Sm                             | 63 Eu                             | 64 Gd                             | 65 Tb                             | 66 Dy                             | 67 Ho                             | 68 Er                             | 69 Tm                             | 70 Yb                             | 71 Lu                             |                                   |                                   |                                   |
| Actinoide                         | Actinoide                         | Actinoide                         | 89 Ac                             | 90 Th                             | 91 Pa                             | 92 U                              | 93 Np                             | 94 Pu                             | 95 Am                             | 96 Cm                             | 97 Bk                             | 98 Cf                             | 99 Es                             | 100 Fm                            | 101 Md                            | 102 No                            | 103 Lr                            |                                   |                                   |                                   |